# 光と影を抱きしめたまま
「光と影を抱きしめたまま」（ひかりとかげをだきしめたまま）は、1995年10月25日にポリドールから発売された田村直美の9枚目のシングル。

## 解説
ytv制作・日本テレビ系アニメ『魔法騎士レイアース』の後期オープニングテーマとなっていた。

## 収録曲
1. 光と影を抱きしめたまま
作詞：田村直美　作曲：田村直美・石川寛門　編曲：井上龍仁・鷹羽仁
2. HUMAN LIFE
作詞：田村直美　作曲：田村直美・石川寛門　編曲：井上龍仁・鷹羽仁
3. 光と影を抱きしめたまま (inst.)

## レコーディング参加
- 北島健二（FENCE OF DEFENSE） - ギター
- 美久月千晴 - ベース
- 渡嘉敷祐一 - ドラム

## 収録アルバム
- MONSTER OF POP（#1）[2]
- Tamura Naomi A.K.A. Sho-ta Sho-ta A.K.A. Tamura Naomi（#1、2007年1月21日）[3]
- Collection of tamuranaomi（#1のLive ver. 2008、2011年11月23日）[4]
- リスペクト フォー アニソン（#1、2012年7月11日）[5]

## カヴァーしたアーティスト
光と影を抱きしめたまま
- Dizzi Mystica feat.CAMRY - 2009年8月19日発売のアルバム『EXIT TRANCE PRESENTS SPEED アニメ トランス bitter』に収録[6]
- 菊地美香 - 2010年5月5日発売のアルバム『新・百歌声爛 -女性声優編-』に収録[7]
- 佐藤聡美 - 2012年2月8日発売のアルバム『新・百歌声爛II -女性声優編-』に収録[8]
- YURiCa/花たん - 2013年10月30日発売のアルバム『電光石火!アニソンカバーMIX!!』に収録[9]